# نبيل علي
الدكتور نبيل علي محمد عبد العزيز (1 يناير 1938 - 26 يناير 2016)  عالم في مجال معالجة اللغات الطبيعية حاسوبيا- كاتب ومفكر مصري.
حصل على البكالوريوس في هندسة طيران عام 1960م، ثم على الماجستير 1967 والدكتوراه في هندسة الطيران عام 1971. عمل في الفترة بين عامي 1961 و1972 ضابطاً مهندساً في القوات الجوية المصرية في مجالات الصيانة والتدريب، وفي العام 1972 انتقل إلى مجال الكمبيوتر، حيث كان من أوائل العرب الذين احترفوا في هذا المجال. فعمل في الفترة بين عامي 1972 و1977 مديراً للحاسب الآلي بشركة مصر للطيران، وكان أول من أدخل نظم الحجز الآلي بشركات الطيران في المنطقة العربية، ثم تقلد بعد ذلك مناصب ومستويات مختلفة في شركات عربية وعالمية في مجال الكمبيوتر في مصر والكويت وأوروبا وكندا والولايات المتحدة الأميركية حتى العام 1983 حيث عمل مديراً لمشروع صخر للكمبيوتر، كما كان صاحب فكرة إنشائه ثم من العام 1985 إلى العام 1999 نائباً لرئيس مجلس إدارة شركة صخر للبحوث والتطوير، كما عمل باحثاً متفرغاً في بحوث ثقافة المعلومات والذكاء الاصطناعي وتطبيقه على اللغة العربية وكمدير لمؤسسة النظم المتقدمة متعددة اللغات. عمل مديراً مساعداً لشركة صخر لبرمجيات الكمبيوتر ومدير مشروع في الشركة الوطنية المصرية للمعلومات العلمية والفنية، صمم أكثر من 20 برنامجاً تربوياً وتعليمياً.

## الجوائز
- جائزة أحسن كتاب في مجال الدراسات المستقبلية، الهيئة العامة للكتاب 1994م.
- جائزة أفضل كتاب ثقافي في مجال "تَحدِّيات عصر المعلومات"، الهيئة العامة للكتاب 2003م.
- جائزة "الإبداع في تقنية المعلومات"، مؤسسة الفكر العربي 2007م.
- جائزة الملك فيصل العالمية مع البروفيسور علي حلمي موسى في مجال المعالجة الحاسوبية للغة العربية 2012م.

## مؤلفاته
- اللغة العربية والحاسوب (دراسة بحثية)، دار تعريب 1988.
- العرب وعصر المعلومات، سلسلة عالم المعرفة رقم 184 أبريل 1994.[3]
- الثقافة العربية وعصر المعلومات: رؤية لمستقبل الخطاب الثقافي العربي، سلسلة عالم المعرفة، رقم 265 يناير 2001.[4]
- الفجوة الرقمية: رؤية عربية لمجتمع المعرفة، بالاشتراك مع د. نادية حجازي، سلسلة عالم المعرفة، رقم 318 أغسطس 2005.
- العقل العربي ومجتمع المعرفة: مظاهر الأزمة واقتراحات بالحلول، الجزء الأول، سلسلة عالم المعرفة، رقم 369 نوفمبر 2009.
- العقل العربي ومجتمع المعرفة: مظاهر الأزمة واقتراحات بالحلول، الجزء الثاني، سلسلة عالم المعرفة، رقم 370 ديسمبر 2009.

## من أقواله
| نبيل علي | نحن نواجه عصراً جديداً بعقلية غاية في القدم، هذا هو المأزق الذي نجد فيه أنفسنا كعرب ونحن نواجه متطلبات العصر الحديث. هناك فجوة معرفية تزداد هوتها كل يوم وتهدد بعزلنا على الجانب الآخر من التاريخ حيث لا يوجد مقاعد للمهمشين في هذا العالم. لنبدأ الخطوة الأولى لسد هذه الفجوة المعرفية، لنبدأ بالترجمة. | نبيل علي |

| نبيل علي | هناك علاقة وطيدة و مباشرة بين اللغة والفكر, تتضح لنا ما إن نربط بين تجريدية الفكر وحقيقة أن نظام اللغة يعمل على مستوى المفاهيم والمجردات من مقولات، وعلاقات، وسمات، وتقابلات. وهي – أي اللغة – وسيلة الإنسان لإدراك ظواهر الكون من حوله، فنحن نستشعر حركة الزمان من خلال اللغة،وهي تعبر في زمنيتها عن الماضي والحاضر والمستقبل، وعن الشروع والانقضاء. وعن التوقف والاستئناف والتقطع و الاستمرار، ونستشعر المكان حولنا من خلال اللغة، وهي تعبر عن البعيد والقريب واللصيق، وعن الغائب والحاضر، وعن المحدود والشاسع، وعن الامتلاء والفراغ، ويأتي المجاز بروعة صوره ليجسد لنا إحساسنا بالزمان، جاعلا من الوقت سيفاً إن لم تقطعه قطعك، ومن العمر قطارا تدور به عجلات الزمن، ومن هبوط الليل رداء يرخي سدوله و تخيم علينا ظلمته. وبروعة التشبيه ذاتها يجسد المجاز اللغوي إحساسنا بالمكان عندما يجعل من العزلة قمقما، ومن الوجود سجنا إن ضقنا ذرعاً بهذا الوجود، وعندما يسوغ لنا أن يبتلعنا اليم وأن نبكي على الأطلال وأن تعوي الرياح وأن تنهب المركبة الطريق نهبا. | نبيل علي |

| نبيل علي | وهناك عدة جهود عربية رائدة في مجال بنوك المصطلحات وتوحيدها من أمثلة ذلك بنك المصطلحات المعروف باسم "باسم" الذي قام بتطويره في السعودية د. محمود الصيني، أحد الرواد العرب البارزين فـي مكننة المعاجم والترجمة الآلية وبنوك المصطلحات فـي بـيـت الحـكـمـة التونسي ومكتب تنسيق التعريب بالمغرب، ولجنة توحيد المصطلحات العسكرية فـي سوريا. | نبيل علي |

| نبيل علي | ما أشد حاجتنا إزاء الانفجار المعرفي الذي نعايشه حاليا لتعزيز آليات تكوين الكلمات في العربية، ويأتي أسلوب المزج هنا كإحدى الوسائل المتاحة للدلالة على المفاهيم المركبة التي تسود معظم فروع المعرفة الحديثة، وفي هذا الصدد أطالب بإعادة اكتشاف صيغة الأصـل الرباعي (مثل: فعلل وتفعلل وفعللة, وفعلنة)حيث تفوق هذه الصيغة الصيغ الثلاثية في قدرتها على نحت الصيغ المزجية. | نبيل علي |

## وصلات خارجية
- موقع العرب ومكانتهم في عصر ثقافة المعلومات، - نبيل علي، خبير تكنولوجيا المعلومات واللغويات الحاسوبية، برنامج بلا حدود، 23 مارس 2001م